# Mágori Józsefné
Mágori Józsefné (születési nevén Balogi Andrea; Makó, 1952. május 1. –) magyar tanár, politikus (FIDESZ-KDNP).

## Életpályája
Szülei: dr. Balogi Péter állatorvos volt és dr. Balogi Péterné pedagógus. Az érettségit követően a makói FÉG bérszámfejtője volt egy évig. A Juhász Gyula Tanárképző Főiskola matematika-műszaki szakán tanult. Ezután elvégezte a Sárospataki Tanítóképző Főiskolát is. 1976–1992 között a makói Bajza József Általános Iskola tanára volt. Azóta a családi zöldség-gyümölcsnagykereskedelemmel foglalkozik. 2002 óta önkormányzati képviselő. 2008-tól Csongrád megye 7. választókerületének elnöke. 2010–2014 között Makó országgyűlési képviselője és a Fogyasztóvédelmi Bizottság tagja volt. 2013–2014 között a Mezőgazdasági Bizottság tagja volt.

## Magánélete
1973-ban kötött házasságot Mágori Józseffel. 3 fiuk született.